# Fränkische Museums-Eisenbahn
Die Fränkische Museums-Eisenbahn e. V. Nürnberg (FME) ist ein Verein, dessen Ziel es ist, historische Fahrzeuge betriebsfähig zu erhalten und einzusetzen.
Seit 17. Januar 1996 ist er als Eisenbahnverkehrsunternehmen (EVU) zugelassen. Die inzwischen notwendige Sicherheitsbescheinigung wurde im Jahr 2016 erstmalig erteilt und im Jahr 2021 novelliert. Mit eigenen Lokomotiven führt die FME neben historischen Reisezugfahrten in Süddeutschland und dem benachbarten Ausland auch reguläre Leistungen durch.
Die FME entstand 1985 in Nürnberg. Zum Ziel setzte man sich, die Erinnerung an die Dampflokzeit in der stark von Industrialisierung geprägten Stadt lebendig zu halten. Bis dahin gab es außer dem Verkehrsmuseum Nürnberg keine derartige Institution. Schon bei Gründung war das Ziel, nicht nur dokumentarisch tätig zu werden, sondern vor allem die Geschichte durch Originalfahrzeuge und Sonderfahrten „begreifbar“ zu machen. Inzwischen ist die FME als für die Instandhaltung zuständige Stelle (ECM) nach DVO 2019/779 zertifiziert. Dies ermöglicht die Instandhaltung der historischen Fahrzeuge in Eigenregie zu verantworten.

## Geschichte
Nachdem im März 1985 der Verein Fränkische Museums-Eisenbahn e. V. gegründet wurde, welcher aus einem Arbeitskreis fränkischer Eisenbahnfreunde entstand, entschied man sich schnell dafür, nicht nur die Geschichte der Eisenbahn zu bewahren, sondern auch lebendig zu erhalten. Im Gründungsjahr 1985 wurde die Lokomotive V 200 001 eines der ersten Fahrzeuge des noch sehr jungen Vereins und es wurde mit der Konservierung des Fahrzeugs begonnen. Im Jahr 1986 wurde bereits der erste historische Dampfsonderzug von Fürth nach Cadolzburg organisiert. Hierzu wurden Fahrzeuge des Verkehrsmuseums Nürnberg angemietet. Nachdem einige Kleinlokomotiven bzw. Nebenfahrzeuge in den nachfolgenden Jahren erworben wurden, kam im Jahr 1993 die Dampflokomotive 52 8195-1 des Bahnbetriebswerks Zittau sowie die Diesellok V 60 11011 und ein Speisewagen dazu.
Inzwischen verfügt die FME über einen historischen Reisezug der 50er Jahre und über mehrere Triebfahrzeuge, welche regelmäßig im Eisenbahnbetrieb eingesetzt werden.

## Fahrzeuge
Der Fuhrpark besteht aus betriebsfähigen und aus nicht-betriebsfähigen Fahrzeugen. Die nachfolgenden Listen stellen einen Auszug aus dem vorhandenen Fuhrpark dar:

### Triebfahrzeuge
| Nummer gem. UIC 483-3 | Achsfolge | Typ        | Leistung    | Bemerkung/Herkunft                                 |
| Dampflokomotive       |           |            |             |                                                    |
| --------------------- | --------- | ---------- | ----------- | -------------------------------------------------- |
| 90 80 0051 195-0      | 1’E       | 52.80      | 1600 PSi    | Deutsche Reichsbahn 52 8195                        |
| Diesellokomotiven     |           |            |             | B                                                  |
| 92 80 1220 001-2      | B’B’      | V 200.0    | 2 × 1100 PS | Deutsche Bundesbahn V 200 001                      |
| 92 80 1213 339-5      | B’B’      | V 100 (DB) | 1350 PS     | Deutsche Bundesbahn V 100 2339, EVB, Rennsteigbahn |
| 98 80 3345 240-6      | D         | V 60 (DR)  | 650 PS      | Reifenwerk Fürstenwalde V60 11011                  |
| 98 80 3332 271-6      | B         | Köf III    | 240 PS      | DB Köf 11 271                                      |
| 98 80 3323 016-6      | B         | Köf II     | 128 PS      | DB Köf 4667                                        |
| 98 80 3323 733-6      | B         | Köf II     | 128 PS      | DB Köf 6533                                        |

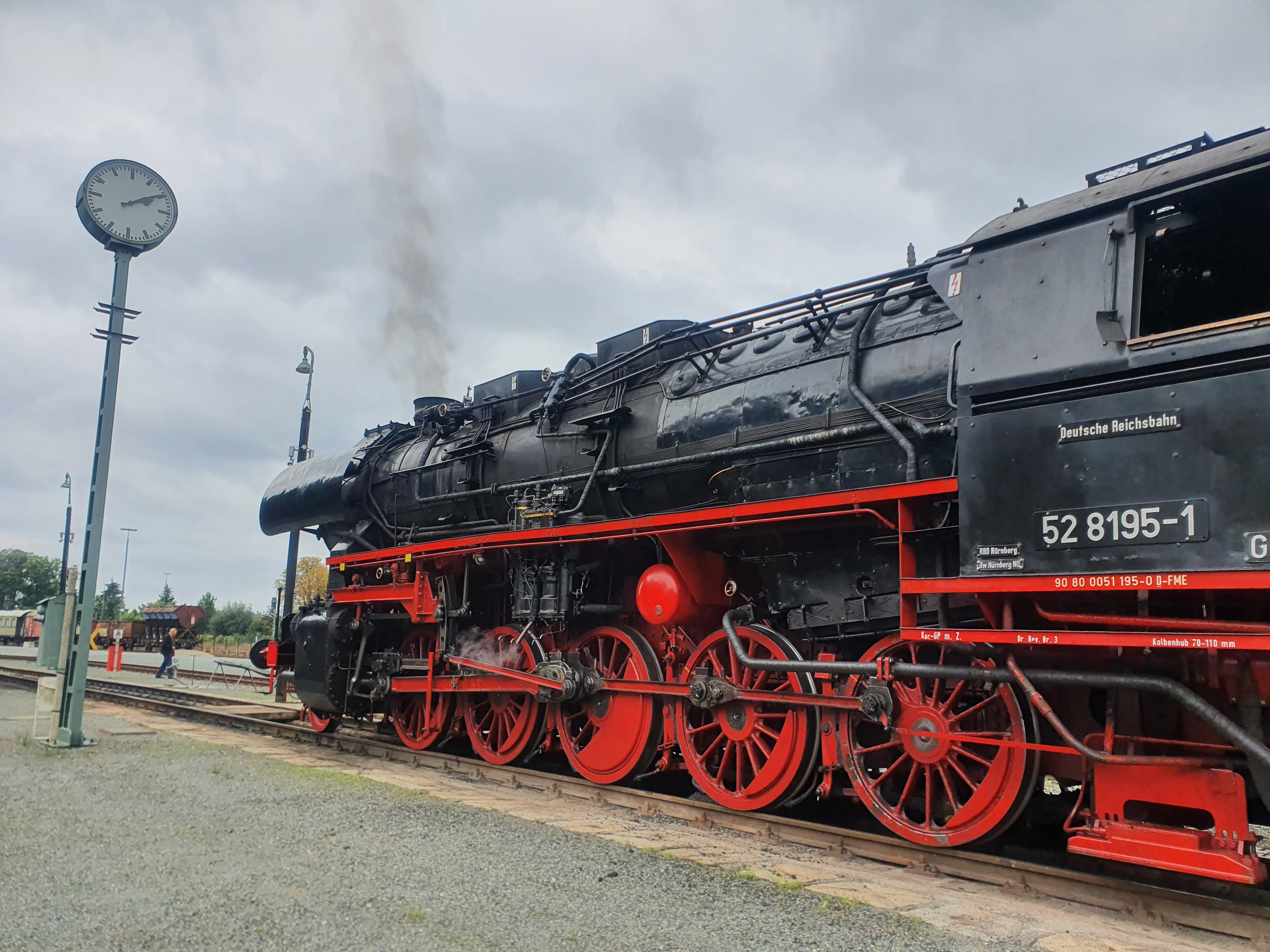
Dampflok 52 8195-1 im DDM Neuenmarkt-Wirsberg

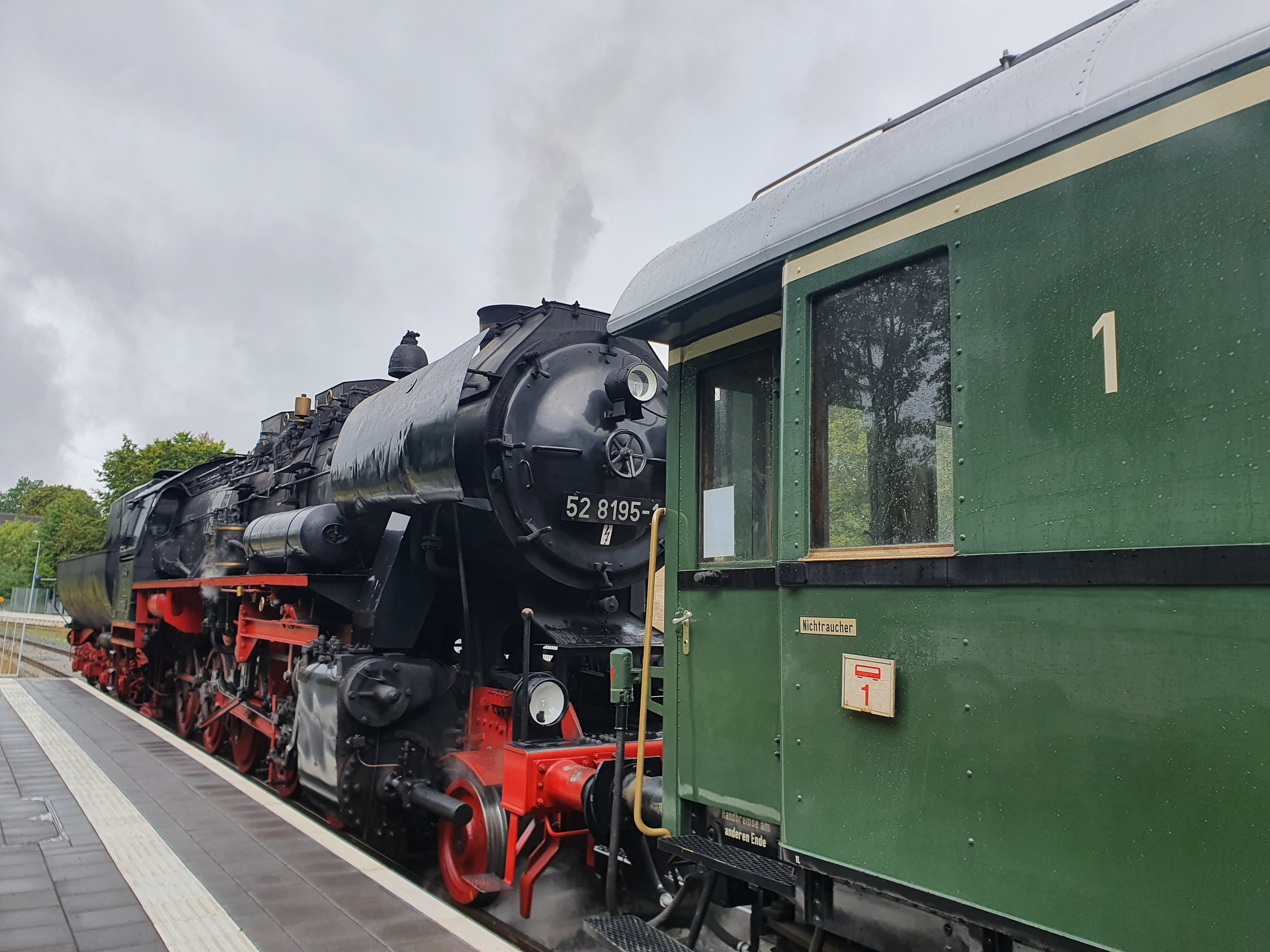
Dampflok 52 8195-1 mit 1. Klasse Schnellzugwagen im Bf Marktschorgast im Jahr 2022

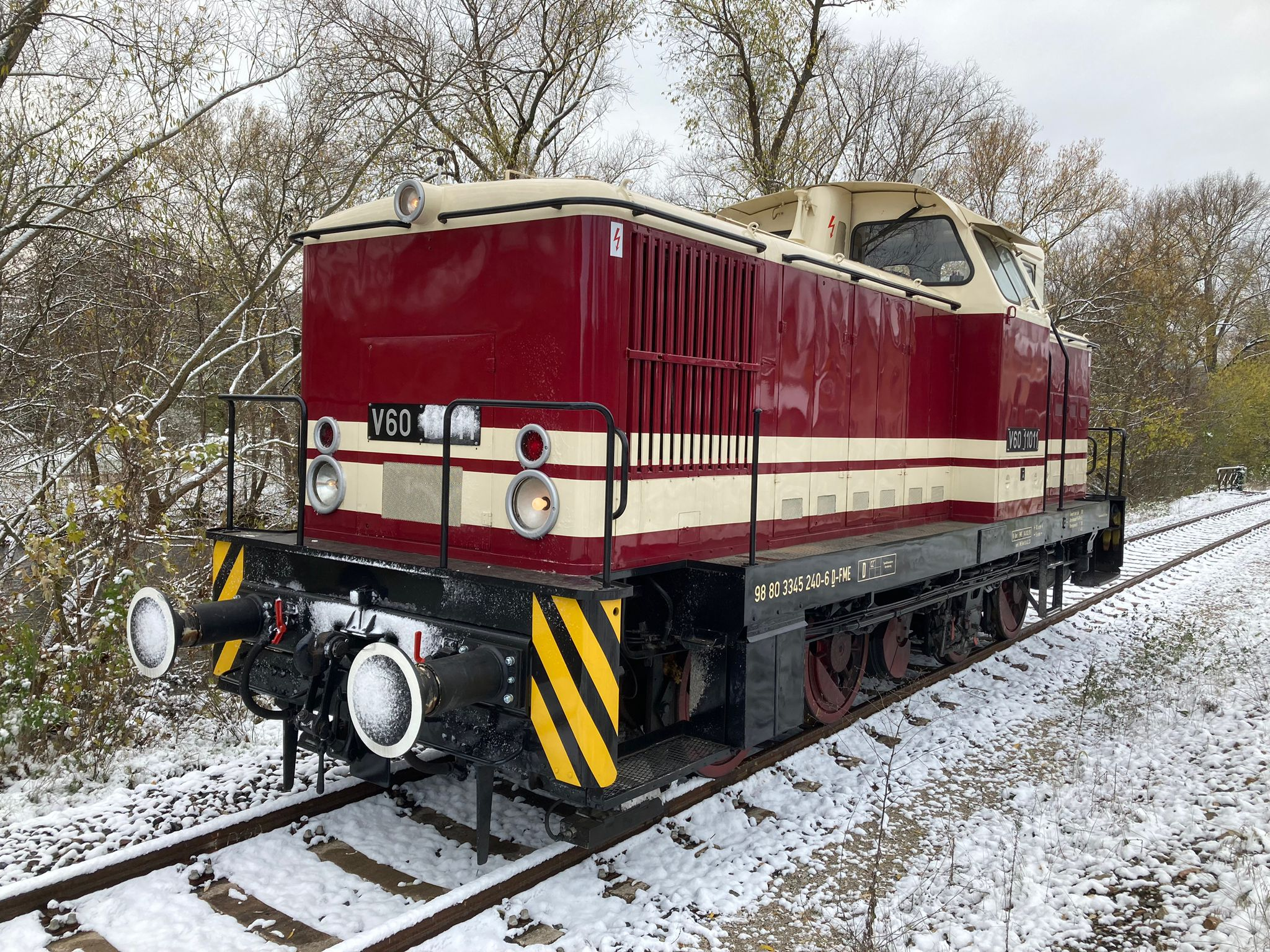
V60 11011 im Rahmen einer Überführung

| 98 80 3323 958-9      | B         | Köf II     | 128 PS      | DB Köf 6183, Raiffeisenkraftfutterwerk Würzburg 3  |

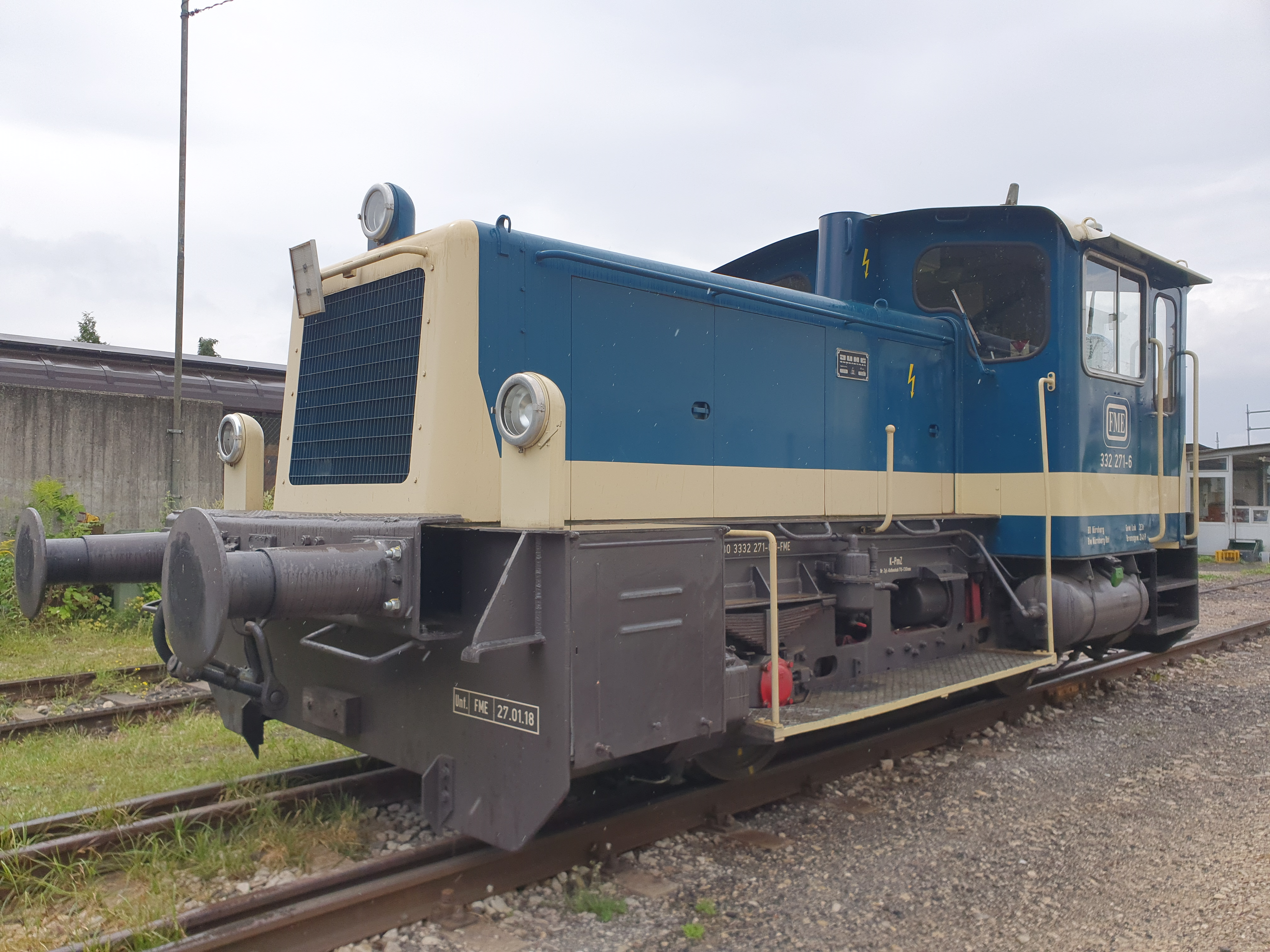
Köf 332 271-6 im Jahr 2019 in Nürnberg-Nordost

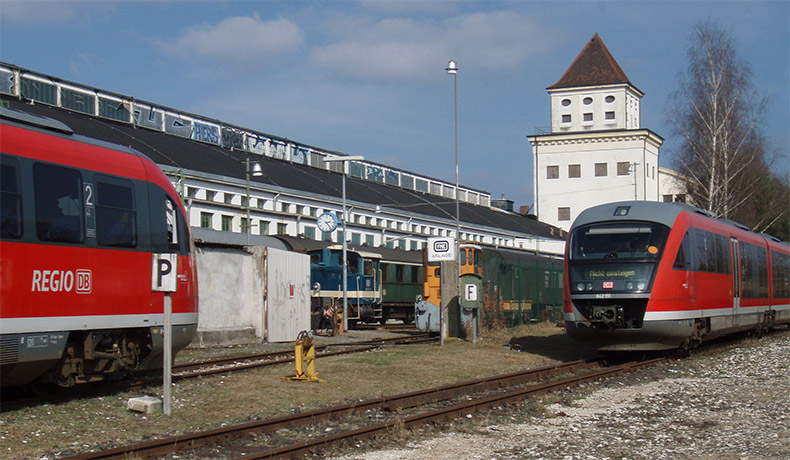
Abstellung von VT 642 im Jahr 2011

| 98 80 3322 614-9      | B         | Köf II     | 128 PS      | DB Köf 6190, Felten & Guilleaume                   |
|                       | B         | LKM V 10 B | 100 PS      | Südzucker                                          |
|                       | B         | O&K MV 6a  | 125 PS      | Grundig                                            |
| 98 80 3323 147-0      | B         | Köf II     | 128 PS      | DB Köf 6434, Aufstellung auf einem Spielplatz      |
| 05                    | B         | O&K RL12   | 90 PS       | Südzucker Werk Regensburg 1                        |

### Nebenfahrzeuge
| Nummer gem. UIC 483-3 | Achsfolge | Typ                   | Leistung | Bemerkung/Herkunft |
| --------------------- | --------- | --------------------- | -------- | ------------------ |
| 99 80 9685 050-3      | B         | Motordraisine         | 28 PS    | Klv 12-4904        |
| 99 80 9486 009-0      | B         | Rottenkraftwagen      | 140 PS   | Skl 53-0306        |
| 99 80 9904 127-4      | B         | Zweiwegebagger A900ZW |          |                    |
| Klv 11-4180           | B         | Motordraisine         | 28 PS    |                    |
| Skl 51-9355           | B         | Rottenkraftwagen      | 72 PS    |                    |

### Wagen
| Nummer gem. UIC 483-3 | Gattung    | Typ                               | Ehemalige Bezeichnung |
| --------------------- | ---------- | --------------------------------- | --------------------- |
| 75 80 17-41 007-0     | Aüe307     | Schnellzugwagen (ex. Hapag-Lloyd) | 11 544 Nür            |
| 75 80 17-43 001-1     | Aüe307     | Schnellzugwagen (ex. Hapag-Lloyd) | 11 543 Stg            |
| 75 80 38-11 017-0     | AB4yg504.0 | Umbauwagen                        | 34 037 Nür            |
| 75 80 29-11 018-9     | B4yg514.0  | Umbauwagen                        | 75 686 Nür            |
| 75 80 29-11 019-7     | B4yg514.0  | Umbauwagen                        | 75 406 Nür            |
| 75 80 82-11 017-5     | BDyg532.0  | Halbgepäckwagen                   | 98 133 Nür            |
| 75 80 23-29 159-7     | B3yg761.0  | Umbauwagen                        | 87 650 Nür            |
| 75 80 23-29 158-9     | B3yg761.0  | Umbauwagen                        | 87 939 Nür            |
| 75 80 23-29 157-1     | B3yg761.0  | Umbauwagen                        | 88 350 Nür            |
| 75 80 23-29 161-3     | B3yg761.0  | Umbauwagen                        | 89 203 Nür            |
| 75 80 23-29 160-5     | B3yg761.0  | Umbauwagen                        | 90 354 Nür            |
| 56 80 88-45 030-5     | WRge       | Speisewagen                       |                       |
| 75 80 24-29 316-2     | Ai         | Donnerbüchse                      |                       |
| 75 80 24-29 315-4     | Bi         | Donnerbüchse                      | 84 030 Nür            |
| 75 80 92-29 122-1     | MDyg       | Gepäckwagen                       |                       |
| 49 80 94-59 009-4     | Pwgs       | Gepäckwagen                       |                       |
| 49 80 51-00 055-8     | Es         | Güterwagen                        |                       |
| 49 80 51-00 056-6     | Es         | Güterwagen                        |                       |
| 49 80 12-00 304-8     | G          | Güterwagen                        |                       |
| 49 80 12-00 305-5     | G          | Güterwagen                        |                       |
| 49 80 12-00 306-3     | G          | Güterwagen                        |                       |
| 49 80 31-30 150-6     | K          | Güterwagen                        |                       |
| 75 80 23-29 162-1     |            | Wohn-Werkstattwagen               | 26 252                |
| 75 80 28-29 009-9     |            | Wohn-Werkstattwagen               |                       |
| 75 80 92-29 121-3     |            | Einheitshilfsgerätewagen          |                       |
| 75 80 89-11 014-5     |            | Heizkesselwagen                   |                       |
|                       |            | Kranwagen                         | 72 607-5              |
|                       |            | Kranschutzwagen                   | 72 012-8              |

## Tätigkeit

### Sonderfahrten
In der Fahrsaison, in der Regel von Mai bis Dezember eines jeden Jahres, werden Dampfzugfahrten im nordbayrischen Raum und den angrenzenden Regionen angeboten. Dabei werden die einzelnen historischen Fahrzeuge einer breiten Öffentlichkeit präsentiert. Besonders beliebt sind die Nikolaus- und Christkindlfahrten im Dezember. Des Weiteren werden regelmäßig Fahrten im Charterverkehr – beispielsweise für Firmenveranstaltungen oder Hochzeiten – durchgeführt.

### U-Bahn Überführungsfahrten
Da der Verein seit 1996 eine Zulassung als EVU hat, ist es ihm möglich, auch Fahrten auf öffentlichen Gleisen durchzuführen und dabei gegebenenfalls auch als Dienstleister bzw. Subunternehmer im Güter-, Personen- oder Überführungsverkehr tätig zu werden. Die wohl bemerkenswertesten Fahrten dieser Art fanden 2003 und 2006 bzw. 2009 statt, als es dem Verein gelang, eine Ausschreibung der U-Bahn Nürnberg zu gewinnen. Aufgrund akuten Fahrzeugmangels mussten wieder einmal die MVG-Baureihe-A-Wagen (weitgehend baugleich zur VAG-Baureihe DT1) auf der Nürnberger U-Bahn „aushelfen“ und so wurden die Triebzüge von einer Dampflok DR-Baureihe 52.80 des Vereins von München nach Nürnberg überführt bzw. 2009 nach Vollendung der Leihe wieder zurück überführt. Zwischen der Lok und den U-Bahn-Triebzügen wurde wegen der unterschiedlichen Kupplungen ein Adapterwagen eingefügt.